# Riera d'en Matamoros
La Riera d'en Matamoros és una riera de la ciutat de Badalona. Neix entre el Turó d'en Boscà i el Turó de l'Enric i desembocava a la Platja dels Pescadors, tot i que actualment l'aigua no desemboca a la mar sinó que és reconduïda per un col·lector interceptor que la porta a la depuradora del Besòs. En el curs més alt, del naixement fins a l'autopista, rep el nom de Torrent de la Font o d'en Quatre Hores, i discorre canalitzat per dins el parc de la Bòbila. En el curs inferior, passada l'autopista, discorre totalment soterrat, per sota del carrer de la Riera d'en Matamoros. Aquesta riera, tot i que força menys important que altres rieres adjacents, va tenir un paper rellevant en la història de la ciutat perquè durant un període, juntament amb la Riera d'en Folc, va conformar un límit pel creixement de la ciutat per Baix a Mar. Deu el seu nom a Joan Banús i Amat de malnom en Matamoros, propietari d'una masia de la zona.